# 霍比特节
霍比特节（Hobbit Day）是于J. R. R. 托尔金的《霍比特人》和《魔戒》两书中登场的两位霍比特人，比尔博·巴金斯（Bilbo Baggins）和佛罗多·巴金斯（Frodo Baggins）的生日。书中描写道，比尔博和佛罗多都出生于9月22日，当然不同年。比尔博出生于第三纪元2890年，而佛罗多出生于2968年（以夏尔历计算分别为1290年和1368年）。
托尔金周（Tolkien Week）即霍比特节当周。

## 缘起
美国托尔金协会（The American Tolkien Society）最早于1978年提出霍比特节和托尔金周，并将它们定义为：“托尔金周是每年包含9月22日的那周，而9月22日则是霍比特节。”不过他们承认，霍比特节比他们定义的要早。
由于夏尔历和公历间存在差异，因此到底何时庆祝霍比特节仍有争议。按照《魔戒》的附录所述，以公历来算，两位霍比特人真正的生日应该在9月12日至14日之间。

## 庆祝
《护戒使者》一书描述了霍比特人庆祝生日的方式——一场人们玩耍嬉戏、歌舞升平，有无数美食和烟火相伴的宴会。
部分托尔金迷开办聚会或酒席来效仿霍比特人的宴会。还有些粉丝则只是简单地赤足行走，以模仿不穿鞋子的霍比特人。
一些学校和图书馆甚至会举办托尔金作品展或相关的活动。
根据《魔戒》的附录所述，“从未有有关霍比特人会在夏尔历3月25日或9月22日举办民间纪念活动的记录；但在夏尔西区（Westfarthing），尤其是在霍比屯（Hobbiton）的小丘（Hill）附近，当地人们流传着，当4月6日天气允许之时，聚集在宴会之地（Party Field）举办节日和舞蹈的习俗。”

## 相关纪念活动
一个相关的纪念日在3月25日，为纪念索倫陨灭之日（the Fall of Sauron）。2003年以前，这天都被称作托尔金阅读日（Tolkien Reading Day），以鼓励人们在教育和日常阅读中多读托尔金的作品。